# 邵亨 (解放軍)
邵亨（1957年—），中國人民解放軍少將、中國共產黨黨員、管理學博士。
曾任河北省軍區司令員兼省委常委、北京军区副参谋长、北京衞戍區副司令員等职务。